# Cooks stormvogel
Cooks stormvogel (Pterodroma cookii) is een vogel uit de familie van de stormvogels en pijlstormvogels (Procellariidae). Het is een kwetsbare zeevogel die broedt op een paar kleine eilanden bij Nieuw-Zeeland. Deze vogel is genoemd naar de bekende Britse ontdekkingsreiziger James Cook.

## Kenmerken
De vogel is 26 cm lang. Deze stormvogel kan herkend worden aan zijn snelle, grillige vluchten en zijn duidelijke, donkere vleugelmarkeringen in de vorm van een hoofdletter "M" op de overigens grijze bovenvleugel. De ondervleugels zijn grotendeels wit en daarmee onderscheidt deze soort zich van vergelijkbare stormvogelsoorten uit het gebied.

## Verspreiding, leefgebied en leefwijze
Deze soort komt voor op twee kleine eilandjes aan de beide 'uiteinden' van Nieuw-Zeeland. In het noorden zijn dat Great- en Little Barriereiland en in het zuiden Codfish Island, ten noordwesten van Stewarteiland. Het nest bevindt zich in een kuiltje in een holletje, meestal hoog op een paar honderd meter boven zeeniveau op een beboste helling.Tijdens de broedperiode komt hij alleen 's nachts op land om roofdieren te vermijden.
Buiten de broedtijd verblijft de vogel op volle zee in bijna de gehele Grote Oceaan. Daar foerageren ze op kleine zeedieren zoals kreeftachtigen, kleine vissoorten en pijlinktvissen.

## Status
Cooks stormvogel heeft een beperkt broedgebied en daardoor is de kans op uitsterven aanwezig. De grootte van de populatie werd in 2016 door BirdLife International geschat op 670 duizend volwassen individuen. In het verleden werd de broedpopulatie op de Barriereilanden bedreigd door verwilderde katten en de rat Rattus exulans. In het zuiden vormt de op Codfisheiland geïntroduceerde weka (Gallirallus australis) een geduchte predator. Dankzij menselijk handelen, waarbij de schadelijke invasieve soorten worden verwijderd of beperkt in aantal, stijgt het aantal broedparen. Maar omdat de soort afhankelijk is van dit beschermingsbeleid, staat hij als kwetsbaar op de Rode Lijst van de IUCN.

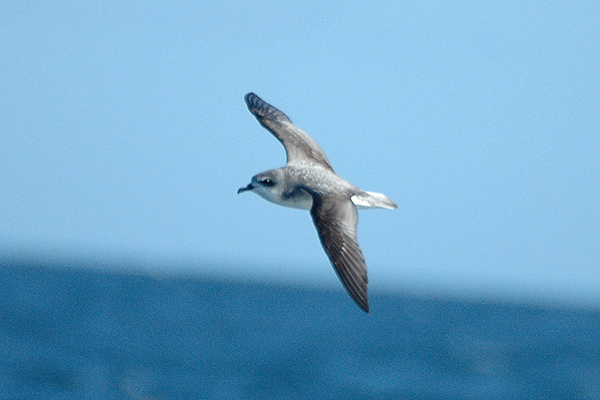
Cooks stormvogel in Nieuw-Zeeland